# بابلو كامبوس
بابلو كامبوس (بالبرتغالية: Pablo Campos‏) (29 يناير 1983 بساو باولو في البرازيل - ) هو لاعب كرة قدم برازيلي في مركز الهجوم. لعب مع ريال سالت ليك وسان خوسيه إيرثكويكس وغايس غوتنبرغ ونادي شمال كارولاينا وسان أنتونيو سكوربيونز وMiami FC ‏ وFresno FC U-23 ‏ وMinnesota United FC (2010–2016) ‏.

## وصلات خارجية
- بابلو كامبوس على موقع الدوري الأمريكي (الإنجليزية)
- بابلو كامبوس على موقع قاعدة بيانات كرة القدم.إي يو (الإنجليزية)
- بابلو كامبوس على موقع Soccerway.com (الإنجليزية)
- بابلو كامبوس على موقع عالم كرة القدم.نت (الإنجليزية)